# Macrophasma lyratus
Macrophasma lyratus är en insektsart som först beskrevs av Ludwig Redtenbacher 1908.  Macrophasma lyratus ingår i släktet Macrophasma och familjen Phasmatidae. Inga underarter finns listade i Catalogue of Life.